# 1-1-0

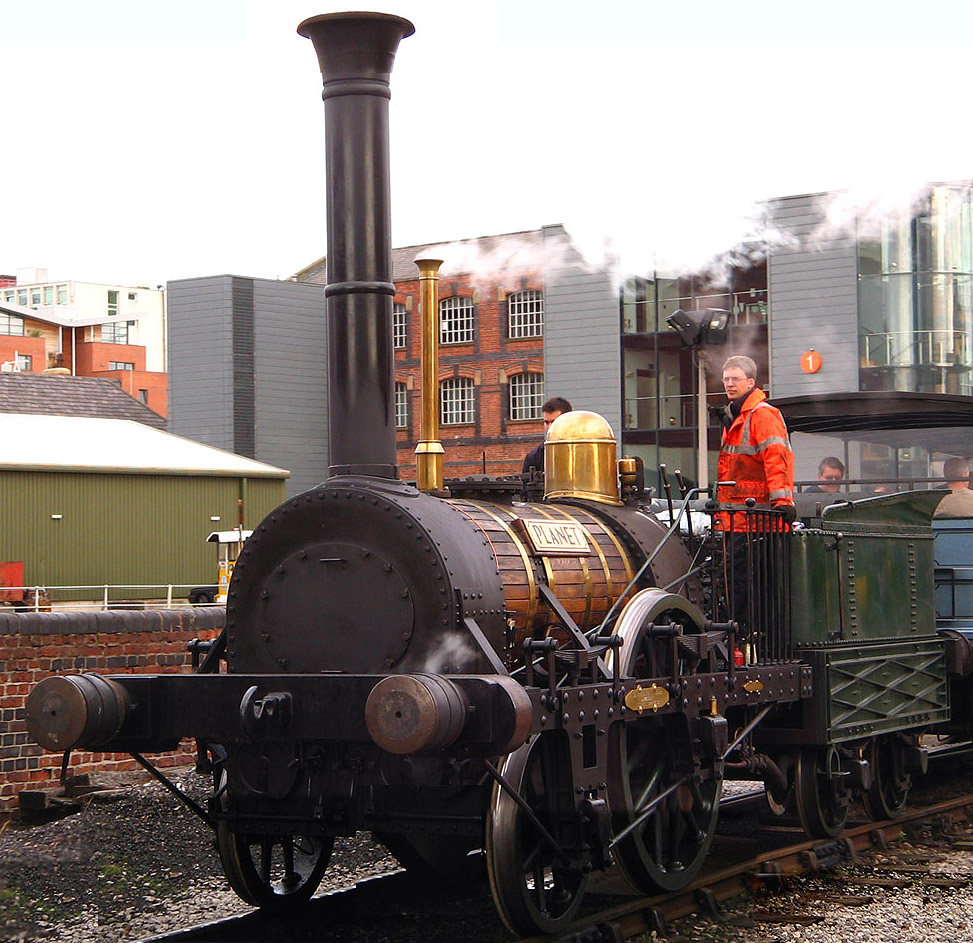
Паровоз «Планета» Джорджа Стівенсона тип 1-1-0

Тип 1-1-0 — паровоз з однією бігунковою і однією рушійною віссю.
Інші варіанти запису:
- Американський — 2-2-0 («Планета», на честь одного з перших паровозів даного типу)
- Французький — 110
- Німецький — 1A

## Види паровозів 1-1-0
Деякі перші паровози, в тому числі і паровоз Черепанових.